# Visconde de Andaluz
Visconde de Andaluz é um título nobiliárquico criado por D. João, Príncipe Regente de D. Maria I de Portugal, por Decreto de 17 e Carta de 24 de Dezembro de 1811, em favor de António Luís Maria de Mariz Sarmento, antes 1.º Barão de Andaluz.
Titulares
1. António Luís Maria de Mariz Sarmento, 1.º Barão e 1.º Visconde de Andaluz;
2. Joaquim José do Vadre de Santa Marta de Mesquita e Melo, 2.º Visconde de Andaluz;
3. António Júlio de Santa Marta do Vadre de Mesquita e Melo, 3.º Visconde de Andaluz.

Após a Implantação da República Portuguesa, e com o fim do sistema nobiliárquico, usou o título: 
1. D. Manuel de Almeida e Noronha de Azevedo Coutinho, 4.º Visconde de Andaluz, 10.º Marquês de Angeja, 13.º Conde de Vila Verde, 5.º Conde de Peniche, 2.º Barão da Conceição.